# 金山镇 (武威市)
金山镇，原为金山乡，是中华人民共和国甘肃省武威市凉州区下辖的一个乡镇级行政单位。2018年3月撤乡设镇。区划代码改为620602136。

## 行政区划
金山镇下辖以下地区：
小口子村、大口子村、炭山村、营盘村、崖湾村和金山寺村。